# Album al numero uno della classifica FIMI nel 2011
La presente lista elenca gli album che hanno raggiunto la prima posizione nella classifica settimanale italiana Artisti, stilata durante il 2011 dalla Federazione Industria Musicale Italiana, in collaborazione con la GfK Retail and Technology Italia.

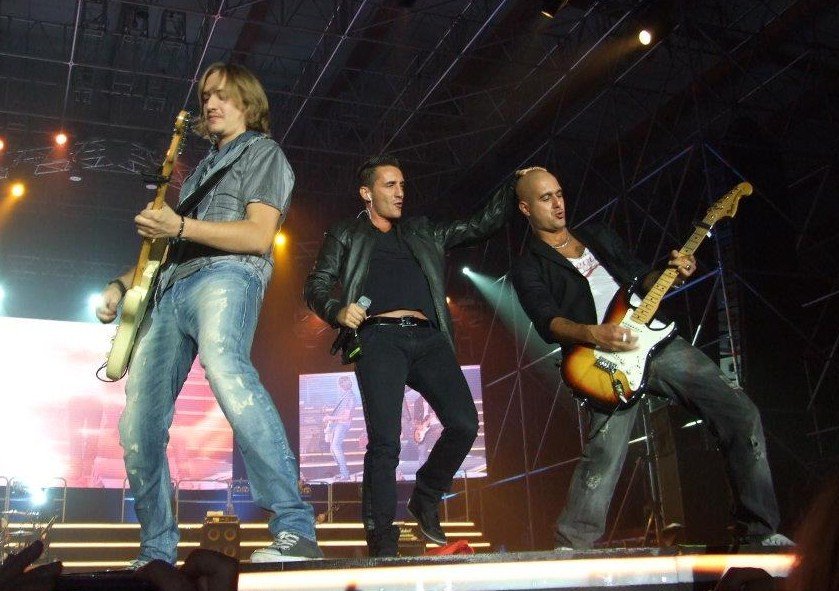
Sull'onda del secondo posto al Festival di Sanremo, i Modà restano per 6 settimane in testa alla classifica con Viva i romantici, secondo album più venduto dell'anno

| Settimana    | Settimana    | Album                       | Artista               | Settimane consecutive | Settimane totali | Fonte  |
| Inizio       | Fine         | Album                       | Artista               | Settimane consecutive | Settimane totali | Fonte  |
| ------------ | ------------ | --------------------------- | --------------------- | --------------------- | ---------------- | ------ |
| 3 gennaio    | 9 gennaio    | Michael                     | Michael Jackson       | 2                     | 4                | [ 2 ]  |
| 10 gennaio   | 16 gennaio   | Io e te                     | Gianna Nannini        | 2                     | 2                | [ 3 ]  |
| 17 gennaio   | 23 gennaio   | Io e te                     | Gianna Nannini        | 2                     | 2                | [ 4 ]  |
| 24 gennaio   | 30 gennaio   | Ora                         | Jovanotti             | 3                     | 3                | [ 5 ]  |
| 31 gennaio   | 6 febbraio   | Ora                         | Jovanotti             | 3                     | 3                | [ 6 ]  |
| 7 febbraio   | 13 febbraio  | Ora                         | Jovanotti             | 3                     | 3                | [ 7 ]  |
| 14 febbraio  | 20 febbraio  | Viva i romantici            | Modà                  | 6                     | 6                | [ 8 ]  |
| 21 febbraio  | 27 febbraio  | Viva i romantici            | Modà                  | 6                     | 6                | [ 9 ]  |
| 28 febbraio  | 6 marzo      | Viva i romantici            | Modà                  | 6                     | 6                | [ 10 ] |
| 7 marzo      | 13 marzo     | Viva i romantici            | Modà                  | 6                     | 6                | [ 11 ] |
| 14 marzo     | 20 marzo     | Viva i romantici            | Modà                  | 6                     | 6                | [ 12 ] |
| 21 marzo     | 27 marzo     | Viva i romantici            | Modà                  | 6                     | 6                | [ 13 ] |
| 28 marzo     | 3 aprile     | Vivere o niente             | Vasco Rossi           | 8                     | 19               | [ 14 ] |
| 4 aprile     | 10 aprile    | Vivere o niente             | Vasco Rossi           | 8                     | 19               | [ 15 ] |
| 11 aprile    | 17 aprile    | Vivere o niente             | Vasco Rossi           | 8                     | 19               | [ 16 ] |
| 18 aprile    | 24 aprile    | Vivere o niente             | Vasco Rossi           | 8                     | 19               | [ 17 ] |
| 25 aprile    | 1º maggio    | Vivere o niente             | Vasco Rossi           | 8                     | 19               | [ 18 ] |
| 2 maggio     | 8 maggio     | Vivere o niente             | Vasco Rossi           | 8                     | 19               | [ 19 ] |
| 9 maggio     | 15 maggio    | Vivere o niente             | Vasco Rossi           | 8                     | 19               | [ 20 ] |
| 16 maggio    | 22 maggio    | Vivere o niente             | Vasco Rossi           | 8                     | 19               | [ 21 ] |
| 23 maggio    | 29 maggio    | Born This Way               | Lady Gaga             | 1                     | 1                | [ 22 ] |
| 30 maggio    | 5 giugno     | Vivere o niente             | Vasco Rossi           | 9                     | 19               | [ 23 ] |
| 6 giugno     | 12 giugno    | Vivere o niente             | Vasco Rossi           | 9                     | 19               | [ 24 ] |
| 13 giugno    | 19 giugno    | Vivere o niente             | Vasco Rossi           | 9                     | 19               | [ 25 ] |
| 20 giugno    | 26 giugno    | Vivere o niente             | Vasco Rossi           | 9                     | 19               | [ 26 ] |
| 27 giugno    | 3 luglio     | Vivere o niente             | Vasco Rossi           | 9                     | 19               | [ 27 ] |
| 4 luglio     | 10 luglio    | Vivere o niente             | Vasco Rossi           | 9                     | 19               | [ 28 ] |
| 11 luglio    | 17 luglio    | Vivere o niente             | Vasco Rossi           | 9                     | 19               | [ 29 ] |
| 18 luglio    | 24 luglio    | Vivere o niente             | Vasco Rossi           | 9                     | 19               | [ 30 ] |
| 25 luglio    | 31 luglio    | Vivere o niente             | Vasco Rossi           | 9                     | 19               | [ 31 ] |
| 1º agosto    | 7 agosto     | Back to Black               | Amy Winehouse         | 2                     | 2                | [ 32 ] |
| 8 agosto     | 14 agosto    | Back to Black               | Amy Winehouse         | 2                     | 2                | [ 33 ] |
| 15 agosto    | 21 agosto    | Vivere o niente             | Vasco Rossi           | 2                     | 19               | [ 34 ] |
| 22 agosto    | 28 agosto    | Vivere o niente             | Vasco Rossi           | 2                     | 19               | [ 35 ] |
| 29 agosto    | 4 settembre  | I'm with You                | Red Hot Chili Peppers | 1                     | 1                | [ 36 ] |
| 5 settembre  | 11 settembre | Dietro le apparenze         | Giorgia               | 2                     | 2                | [ 37 ] |
| 12 settembre | 18 settembre | Dietro le apparenze         | Giorgia               | 2                     | 2                | [ 38 ] |
| 19 settembre | 25 settembre | Sarò libera                 | Emma                  | 1                     | 1                | [ 39 ] |
| 26 settembre | 2 ottobre    | Solo 2.0                    | Marco Mengoni         | 1                     | 1                | [ 40 ] |
| 3 ottobre    | 9 ottobre    | Decadancing                 | Ivano Fossati         | 1                     | 1                | [ 41 ] |
| 10 ottobre   | 16 ottobre   | 21                          | Adele                 | 2                     | 5                | [ 42 ] |
| 17 ottobre   | 23 ottobre   | 21                          | Adele                 | 2                     | 5                | [ 43 ] |
| 24 ottobre   | 30 ottobre   | Mylo Xyloto                 | Coldplay              | 2                     | 2                | [ 44 ] |
| 31 ottobre   | 6 novembre   | Mylo Xyloto                 | Coldplay              | 2                     | 2                | [ 45 ] |
| 7 novembre   | 13 novembre  | Inedito                     | Laura Pausini         | 2                     | 2                | [ 45 ] |
| 14 novembre  | 20 novembre  | Inedito                     | Laura Pausini         | 2                     | 2                | [ 45 ] |
| 21 novembre  | 27 novembre  | Campovolo 2.011             | Luciano Ligabue       | 1                     | 1                | [ 46 ] |
| 28 novembre  | 4 dicembre   | L'amore è una cosa semplice | Tiziano Ferro         | 2                     | 5                | [ 47 ] |
| 5 dicembre   | 11 dicembre  | L'amore è una cosa semplice | Tiziano Ferro         | 2                     | 5                | [ 48 ] |
| 12 dicembre  | 18 dicembre  | Christmas                   | Michael Bublé         | 2                     | 2                | [ 49 ] |
| 19 dicembre  | 25 dicembre  | Christmas                   | Michael Bublé         | 2                     | 2                | [ 50 ] |
| 26 dicembre  | 1º gennaio   | L'amore è una cosa semplice | Tiziano Ferro         | 3                     | 5                | [ 51 ] |

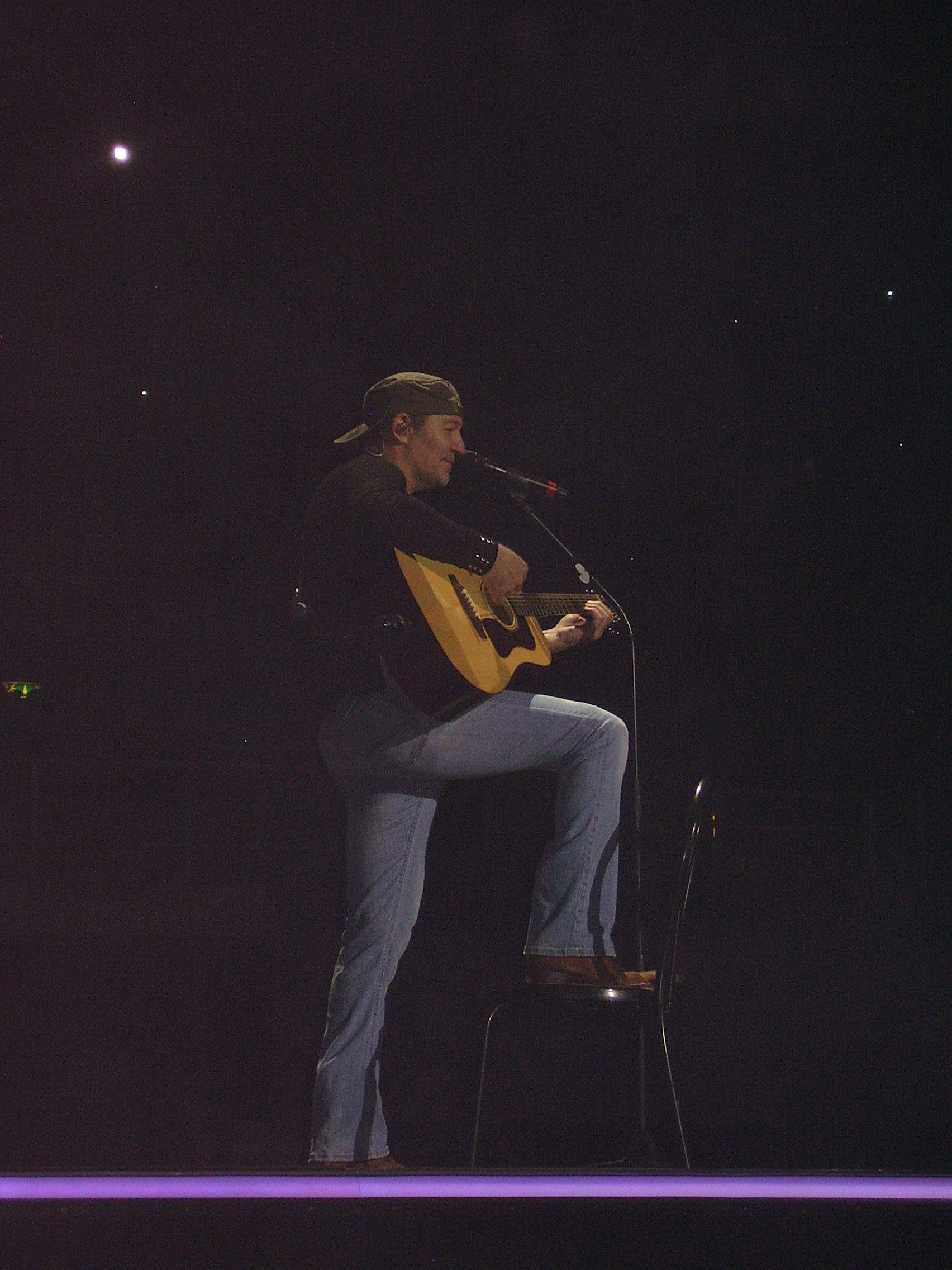
Vivere o niente di Vasco Rossi, per 19 settimane al numero 1 della classifica FIMI (record assoluto), è l'album più venduto del 2011

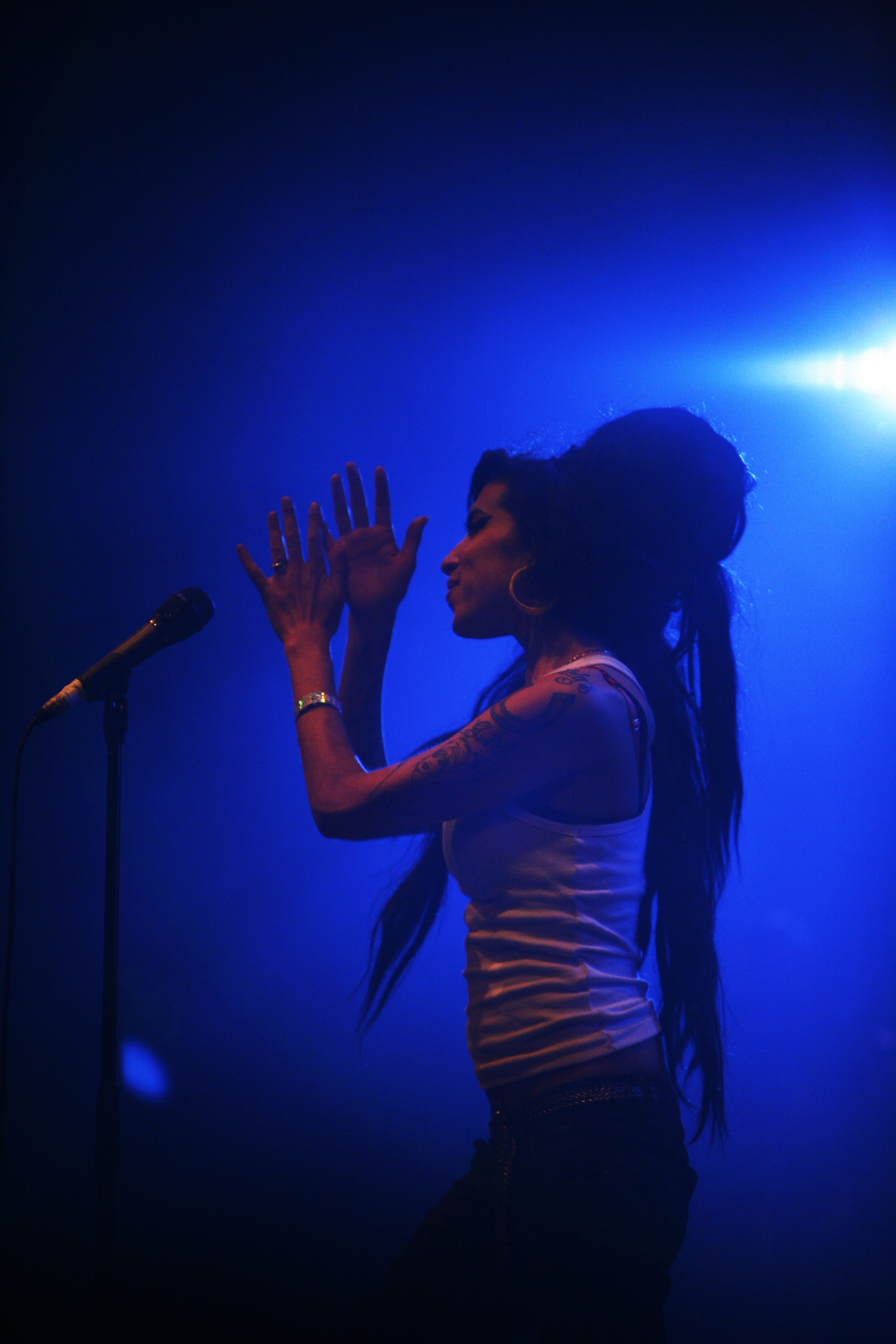
L'improvvisa scomparsa, a soli 27 anni, di Amy Winehouse, porta il suo album Back in Black al numero 1

L'album che nel 2011 ha passato più tempo in cima alla classifica di vendita è Vivere o niente di Vasco Rossi (19 settimane non consecutive).